# Adelpha lycorias
Adelpha lycorias is een vlinder uit de onderfamilie Limenitidinae van de familie Nymphalidae. De wetenschappelijke naam van de soort werd als Nymphalis lycorias in 1824 gepubliceerd door Jean-Baptiste Godart.